# Tierras altas de Lusacia
Las tierras altas de Lusacia  o Colinas de Lusacia (en alemán: Lausitzer Bergland; en checo: Šluknovská pahorkatina; Alto sorabo: Łužiske hory) forman una región montañosa en Alemania y la República Checa. Una extensión occidental de la cordillera de los Sudetes, se encuentra en la frontera del estado alemán de Sajonia con la región checa de Bohemia. Es uno de los ocho paisajes naturales de la Alta Lusacia.
Las tierras altas de Lusacia llevan el nombre de la región histórica de Alta Lusacia, mientras que la parte sur de la República Checa también se conoce como Šluknov Hook. Las colinas están situadas entre las montañas de arenisca del Elba al oeste y las montañas de Lusacia algo más altas y las montañas  Zittau al este. El nacimiento del río Spree, que atraviesa el centro de Berlín, se encuentra cerca de la pequeña ciudad de Ebersbach.
Las tierras altas de Lusacia son una famosa región turística que aparece en varias películas. Son conocidas por la belleza del paisaje y sus pintorescos pueblos con iglesias barrocas y casas de madera. Las ciudades turísticas más populares de la región son Schirgiswalde, también conocida como la capital del carnaval de la Alta Lusacia, Šluknov, con su famoso arboreto, y Rumburk, con su casco antiguo medieval. Otras ciudades destacadas son Ebersbach, Velký Šenov, Neukirch/Lausitz, Sohland an der Spree y Kirschau.